# Aceituna
La aceituna u oliva es el fruto del olivo (Olea europaea), árbol que procede de Grecia y Asia Menor, donde todavía pueden hallarse en bosques de olivos silvestres o «acebuches», donde no tiene el característico alineamiento regular propio de las plantas cultivadas. Las aceitunas se consumen tanto molidas (como aceite) como en fresco pasando primero por un proceso de maceración que elimina el sabor amargo que tienen debido a un glucósido conocido como oleuropeína, o luego de un proceso de curado del fruto. En España son muy populares las aceitunas aliñadas tomadas como aperitivo.

## Etimología
El término aceituna proviene del árabe الزيتون zaytūn (que pasó al hispanoárabe como az-zaytūna), que a su vez procede del arameo zaytūnā.
La palabra oliva así como los términos equivalentes en la mayoría de las demás lenguas románicas e inglés, procede del latín olīva (fruto del olivo), probablemente del etrusco 𐌀𐌅𐌉𐌄𐌋𐌄 (eleiva), que a su vez deriva de la forma arcaica de la lengua protogriega *ἐλαίϝα (*elaíwa) (en griego antiguo ἐλαία, elaía, 'fruto del olivo, árbol de olivo').
Ambas denominaciones son aceptadas por la RAE (Real Academia Española). Su utilización varía según la zona donde se encuentre y las costumbres de cada lugar, aunque el término más generalizado es "aceituna".[cita requerida]

## Historia

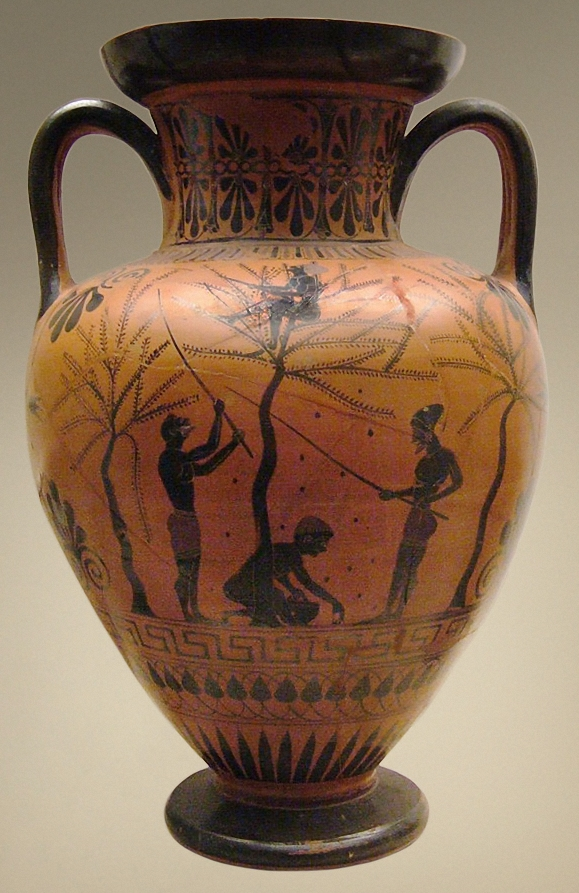
Ánfora ática atribuida al pintor de Antímenes, 520 a. C., con escena de recogida de olivas.

Existe una evidencia de fósiles que indican que el olivo tuvo su origen hace unos 20-40 millones de años, durante el Oligoceno, en la región de la cuenca del Mediterráneo oriental e Italia. El olivo fue cultivado por primera vez hace unos 7000 años en las regiones mediterráneas.
La oliva comestible parece haber coexistido con los seres humanos durante aproximadamente 5000 a 6000 años, desde la Edad de Bronce temprana (3150 a 1200 a. C.). Con el conocimiento actual, su origen se remonta al Levante mediterráneo a partir hallazgos de tabletas escritas, huesos de oliva y fragmentos de madera de olivo encontrados en antiguas tumbas. En España se han descubierto huesos de oliva en sedimentos neolíticos de principios de la Edad del Cobre, como en el yacimiento de El Garcel (provincia de Almería), de c. 3000-2500 a. C.
Ya en el 3000 a. C., los olivos se cultivaban comercialmente en Creta y pueden haber sido la fuente de la riqueza de la civilización minoica.
Por los restos arqueológicos conocidos, la aceituna principalmente se utilizó en sus inicios para la extracción de aceite con usos de iluminación, cosméticos y rituales, como en el Antiguo Egipto, donde se señalaba a Isis como la que enseñó el cultivo del olivo a los seres humanos. En una tumba de Ramsés III se hayan representados jarrones de aceite preparados para el reino de los muertos.
Con la conquista micénica a mediados del II milenio a. C., llega la producción de aceituna y aceite a gran escala a la Antigua Grecia, donde tuvo un papel principal, muy ligada a la diosa Atenea, patrona del olivo, utilizándose para la cura de heridas, ungüentos para atletas o alimentación. En el siglo III a. C., el filósofo griego Teofrasto mencionaba un aceite llamado omotribe en su tratado Sobre los olores, el cual era extraído de las aceitunas 'faulia' (en griego antiguo, φαυλίας), la especie más grande, que contiene mucha carne y cuyo hueso es muy pequeño. Además, aparecen aceitunas representadas en monedas y vasijas griegas.
Los fenicios llevaron el cultivo del olivo a las costas del sur de la península ibérica, sobre el siglo XI a. C., además de al Magreb y Cerdeña.
Con los romanos, la expansión del consumo de aceite de oliva llega a todos los rincones del imperio. Ya existen referencias desde el siglo I donde se cita el consumo directo de la aceituna con recetas para el aliño de las mismas, como es el caso del especialista en agricultura hispanorromano Columela.

## Características generales de la fruta
El fruto es una drupa comestible, de tamaño variable entre 1–2.5 cm de largo una vez madura, con una sola semilla (tito, pepita, hueso o corazón) en su interior. El fruto de las variedades cultivadas es mayor que en las plantas silvestres. Pertenece a la familia de las oleaceae. Tienen un aporte calórico de unos 609 kJ (146 kcal) por cada 100 gramos. Suelen cosecharse cuando están verdes o púrpuras. Entre las principales propiedades de esta drupa son que favorece la digestión, es antioxidante, facilita el vaciamiento de la vesícula biliar y es beneficiosa para prevenir enfermedades cardiovasculares. Su pulpa contiene aceites, de los cuales el ácido oleico constituye en un análisis cuantitativo entre un 72 y un 83 %, según las normas del COI y del Codex Alimentarius de la FAO.
Para consumirlas, es necesario curarlas con sal (ya sea con sal seca o en salmuera) ya que por sí solas tienen sabor muy amargo.

## Cultivo

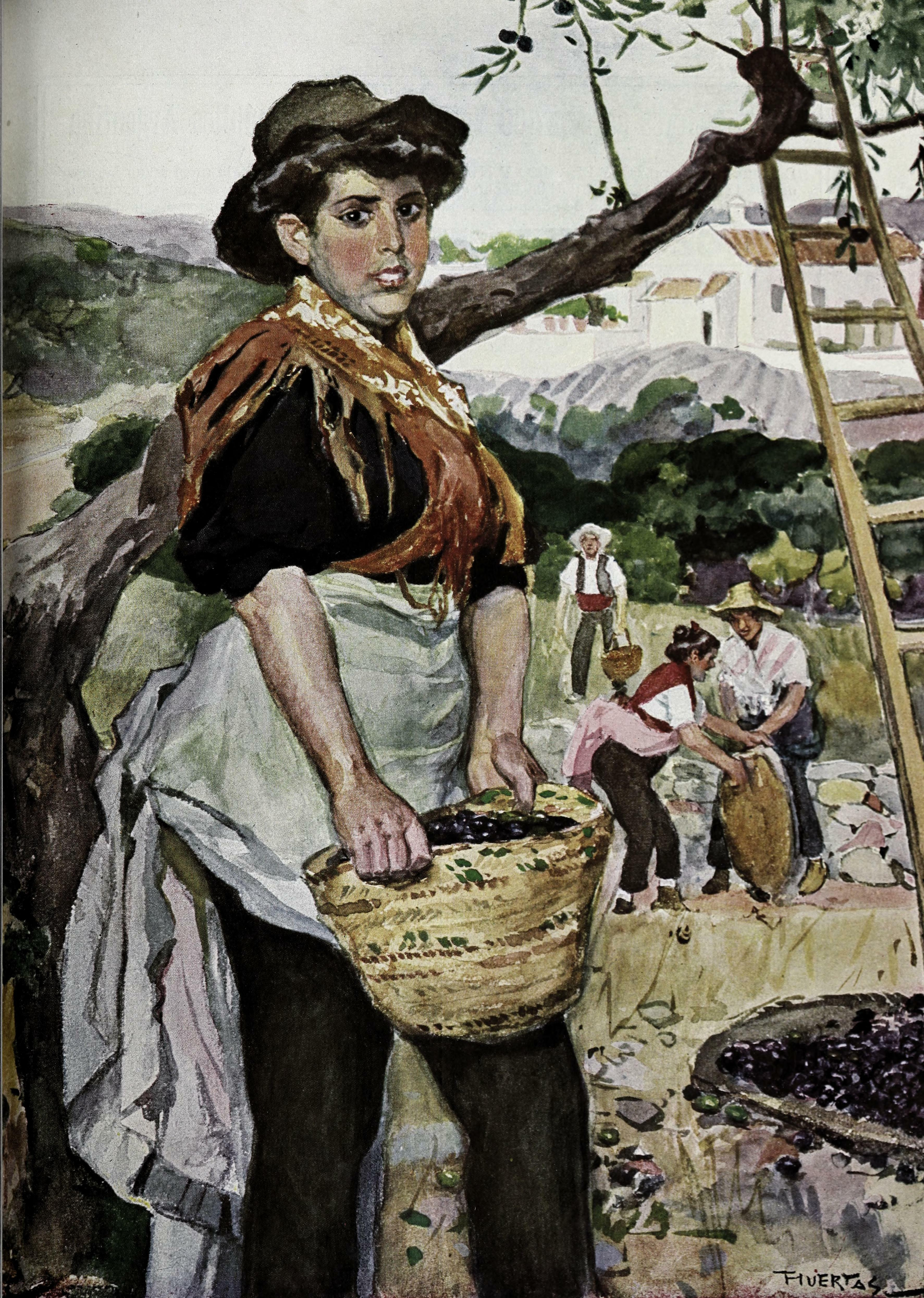
Recogedora de aceitunas en Córdoba

Se cultiva actualmente en la cuenca mediterránea, norte de África, parte de la cuenca atlántica, estados del sur de Australia, Sudáfrica, en la zona de El Cabo, Nueva Zelanda, provincias del noroeste y Cuyo de Argentina, Estados Unidos, China y el Cáucaso (con la variedad autóctona ninotska), siendo España el primer productor a nivel mundial; este país cuenta con una gran variedad de cultivares (ver más abajo); de algunos de los cuales se han derivado ocasionalmente algunas de las variedades más apreciadas en otros países.
En Iberoamérica los principales productores (en orden de producción) son Argentina, con una variedad especial denominada arauco,  que se cultiva especialmente en la provincia de La Rioja; Perú, que cuenta con la variedad de mesa denominada Tacna, proveniente del Valle del Caplina en la Región Tacna; Chile, que cuenta con su variedad azapa, proveniente del Valle de Azapa cercano a la ciudad norteña de Arica; seguidos por México, Uruguay y Brasil, este último en los estados de Río Grande del Sur y São Paulo.

## Variedades
Hay cientos de cultivares de olivo (Olea europaea). Como uno de los cultivos domesticados más antiguos e importantes plantados por los humanos, el olivo ha divergido de forma natural y con la ayuda del hombre en muchas variedades.

### España

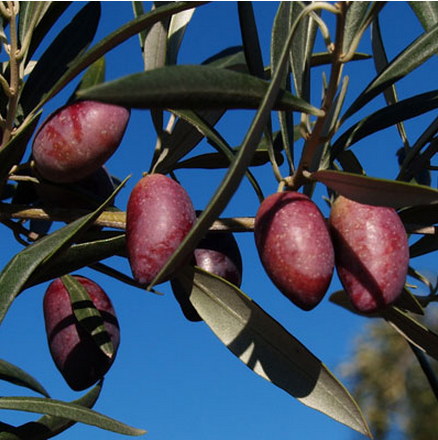
Oliva cornicabra

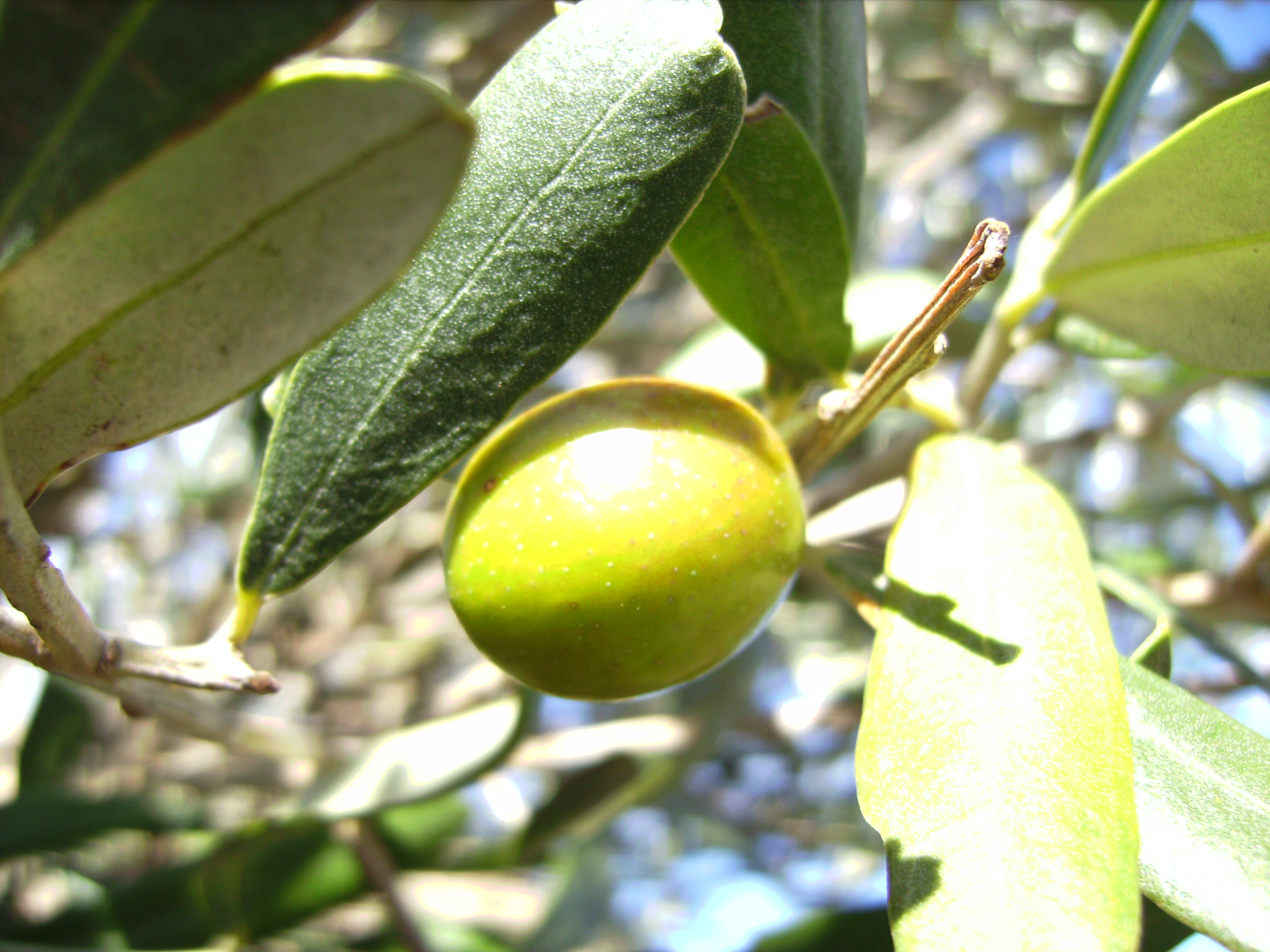
Oliva hojiblanca

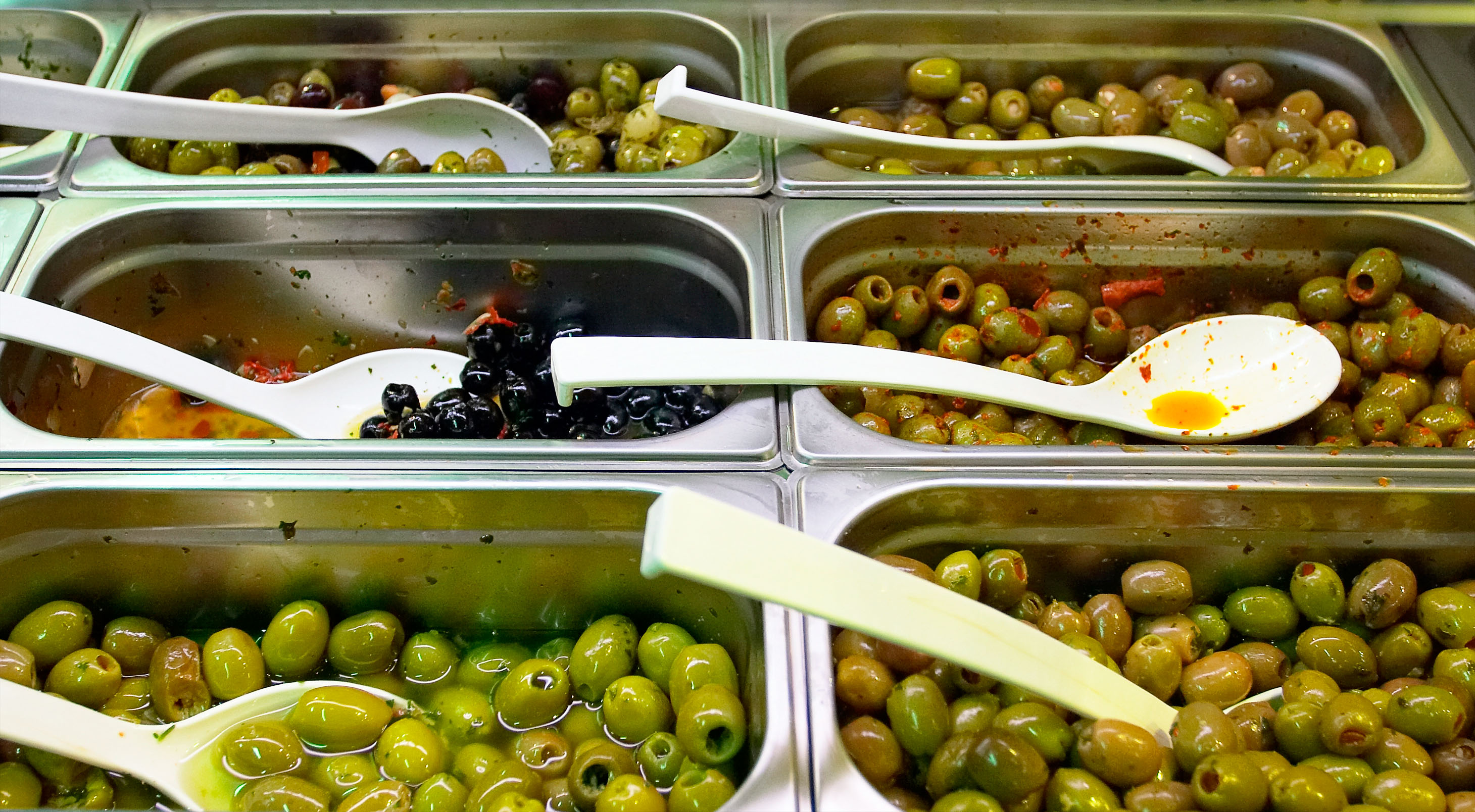
Variedad de olivas marinadas.

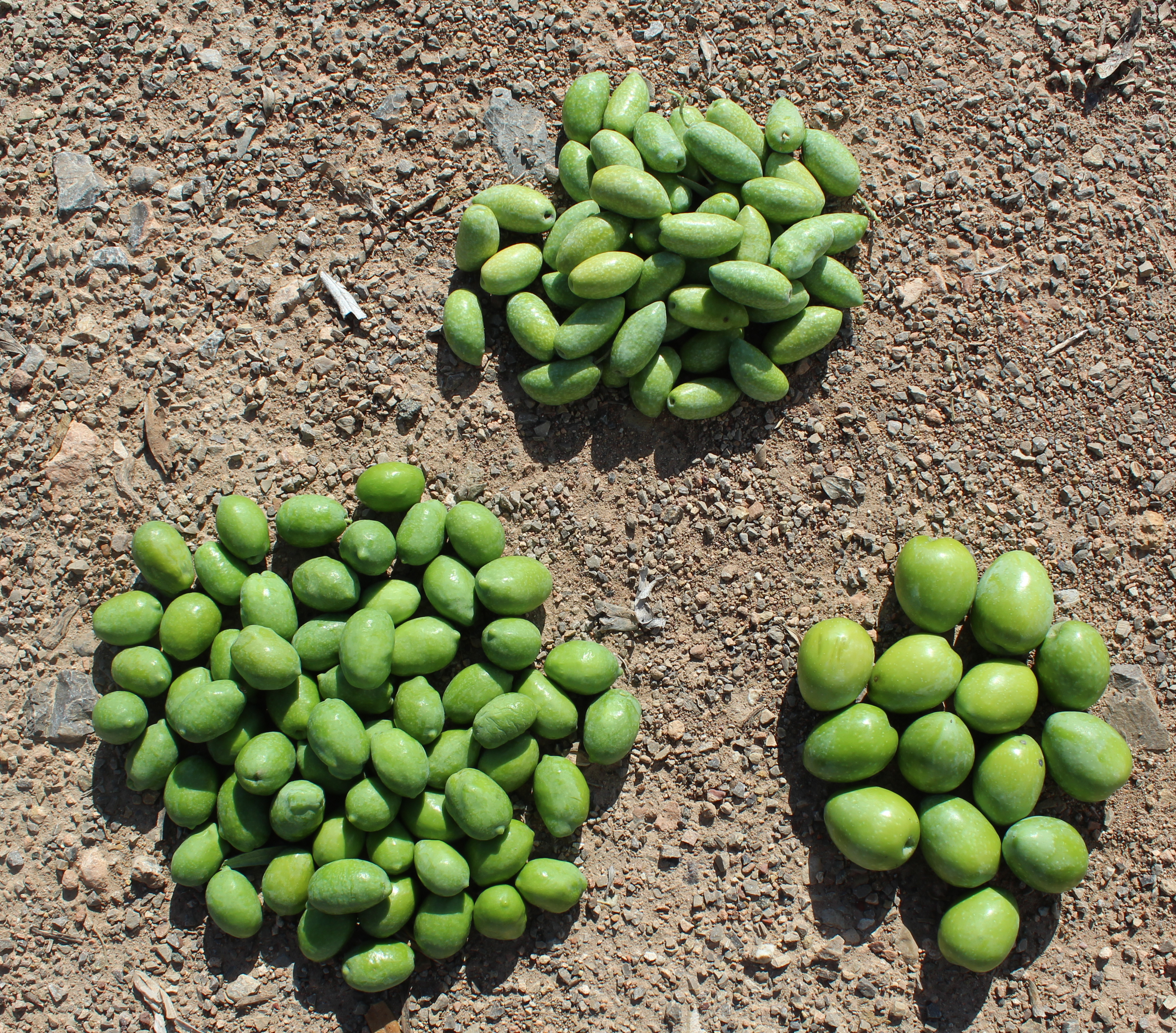
Muestra de olivas de Cornezuelo de Jaén, Pico Limón y Gordal Sevillana.

Los principales variedades de olivos tienen por destino preferente la producción de aceite, aunque pueden usarse también como variedades de mesa. Son:
- Aloreña: Variedad mayoritaria de la comarca de Álora en el centro de la provincia de Málaga. Es una variedad de forma muy redondeada, con buena proporción hueso/drupa, en esta zona se sirve con un aliño típico. Pertenecen a la DO Aloreña, siendo la primera variedadcon Denominación de Origen.
- Arbequina, zona de producción en España: Cataluña y Aragón, características principales: aceite afrutado con toques de manzana y almendra, sabor dulzón.
- Blanqueta, zona de producción en España: comarcas del norte de Alicante, características principales: aceite afrutado de fruto verde e intensidades ligeras, amargo y picante, fresco y ligeramente dulce.
- Cordobesa, es una variedad entamada en salmuera en donde su periodo de curación o endulzado suele durar un año y con sabor, de consistencia dura, salada, aspecto marrón oscuro, sabor predominante a ajo macerado.
- Cornicabra, zona de producción en España: Toledo y Ciudad Real, características principales: aceite con sabor a frutas maduras, verde, aromático, fresco, ligeramente amargo. Tiene sinonimias conocidas como ramona, pico de loro, osnal.
- Cornezuelo de Jaén: variedad secundaria de la cornicabra, muy apreciada como variedad de mesa en la provincia de Jaén y alrededores.
- Cuquillo o Lechín de Granada, zona de producción en España: en el Noroeste de Murcia, norte de Almería y de Granada. Características principales: aceite afrutado con sensaciones de manzana y toque almendrado, aromático y dulce.
- Empeltre, zona de producción en España: Bajo Aragón y sierra del Moncayo, características: aceite afrutado, frutas maduras, muy aromático y muy dulce.
- Gordal, zona de producción en España: Sevilla. Características: es una oliva de mesa, muy apreciada por su gran tamaño y sabor. El olivo es de ramas gruesas y largas, poco ramificadas. Las hojas son rectas, alargadas y ligeramente ensanchadas en toda su longitud, de haz verdoso y envés plateado. El peso medio del fruto es de 12 g y su rendimiento graso de un 22%.
- Hojiblanca, zona de producción en España: Málaga, Sevilla y Córdoba, características principales: aceite afrutado de manzana, plátano, verde hierba, aromático y dulce.
- Lechín, zona de producción en España: estribaciones de Sierra Morena cordobesa y sevillana, características principales: aceite dulce, con sabor a manzana suave y aroma a hierba recién cortada.
- Manzanilla cacereña, zona de producción en España: comarcas de Gata y Hurdes (Cáceres). Características principales del fruto: aceite denso, con color amarillo o brillante y sabor no amargo, a veces con algo de picante.
- Manzanilla sevillana. Variedad muy apreciada que se cultiva principalmente en la provincia de Sevilla.
- Obregón, zona de producción en España: Sevilla; características principales: aliñada con hierbas, tiene un sabor fuerte y amargo. El fruto suele ser de gran tamaño y con un hueso considerable. Esta es una modalidad comercial de la llamada real sevillana.
- Pico Limón, variedad autóctona de la zona de Extremadura, se encuentra presente en la provincia de Sevilla y puntualmente en las de Córdoba y Jaén. Válida tanto para el verdeo como para producción de aceite. Recibe este nombre por su forma.[16]
- Picual o marteña, zona de producción: Jaén principalmente y resto de Andalucía. Características: Aceite con olor y sabor afrutado de aceituna, verde hierba, amargo. Son conocidas sus sinomimias como: lopereña, nevadillo blanco. Es la menos vecera de todas las variedades plantadas en España, es decir mantienen una media constante de producción, su índice de grasas totales es el más alto, sin embargo es poco resistente al estrés hídrico y a las heladas prolongadas de hielos por encima de los cinco días. Bien resistente a la Seca, o Verticilosis Dalihae. Es la variedad más extendida en España.[17]
- Picudo, zona de producción en España: Córdoba, características del fruto: Aceite afrutado con regusto de almendra, sabor fresco, con toque a manzana y dulce fragancia.Otra variedad predominante en esta zona son la charrúo y rompasayos o rapasayos
- Serrana de Espadán, zona de producción en España: variedad autóctona de las Sierras del Levante español, características: Aceite con sabor ligero, afrutado y fino que recuerda a las aceitunas verdes recién cogidas y a las manzanas, con aroma a trufas maduras, higos y almendras.
- Verdeja o castellana, zona de producción en España: variedad autóctona de las Alcarria (Guadalajara y Cuenca), características: Aceite muy afrutado y aromático, rotundo en su olor a hoja, en el que se entremezclan sabores a hierba, avellana o plátano, a veces con sabor picante en la boca.
- Verdial. Reciben este nombre por permanecer de color verde después de madurar. Existen diferentes variedades.
  - Verdial de Huevar. Se cultiva en unas 20 000 hectáreas de las provincias de Huelva y Sevilla en Andalucía. También en la región del Alentejo en Portugal donde se denomina Verdeal de Serpa y Verdeal Alentejana.
  - Verdial de Vélez-Málaga. Se cultiva sobre todo en la comarca de La Axarquía, provincia de Málaga, y de ella se obtienen aceites de sabor dulce y gran calidad.
  - Verdial de Badajoz o morisca. Zona de producción en España: Badajoz, características: su aroma recuerda a la aceituna fresca, aromático, paladar natural con amargor y picor equilibrados. En la presentación de verdeo son aliñadas con ajo, hierbas aromáticas rajadas y mezcladas verdes duras con maduras de aspecto zapatona.[18]

### Francia
El país galo goza de una gran tradición olivícola, sobre toda el área de la Provenza y de la Costa Azul, y entre las variedades autóctonas se tiene la Picholine que hace mención de honor al francés que ideó un método de aliñado en bases de las maderas nobles, como roble francés, castaño etc. Niza es otra variedad propia, más dedicada al verdeo que al aceite.

### Grecia

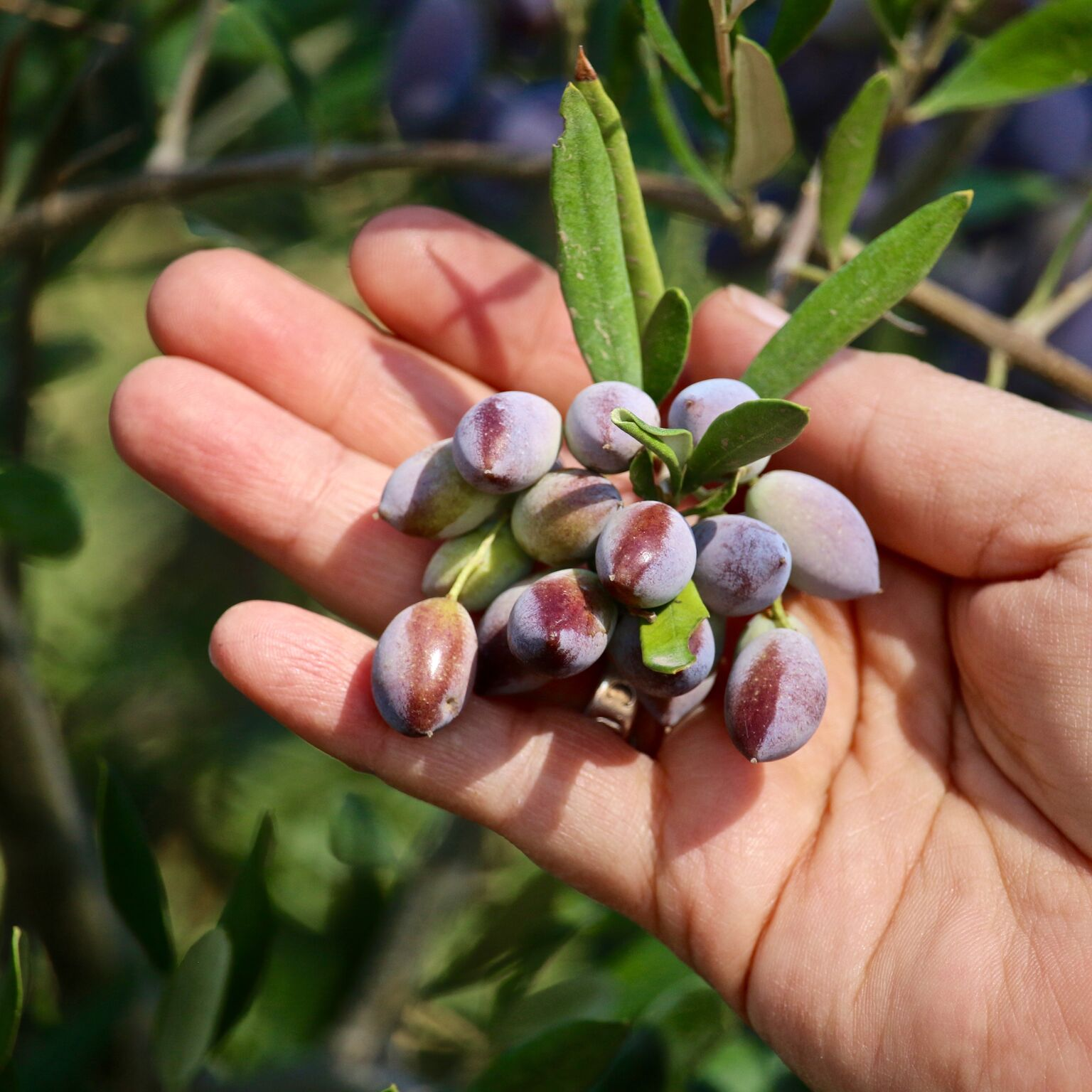
Variedad koroneiki de Grecia

Se cultiva en la zona del Peloponeso, aparte de la zona de Salónica. Se cultivan variedades de verdeo y para la producción de kalamata. Las mismas son oxidadas en salmuera, de sabor amargo, bastantes saladas y de color negro mate. La variedad koroneiki es una de las más conocidas.

### Israel
Tienen una variedad llamada Barnea dedicada más al verdeo y exportación que a la producción del aceite de oliva. Cuentan con extensos olivares de variedades procedentes de España e Italia, como la manzanilla sevillana, picual, Frantoio y arbequina.

### Italia
Italia es el segundo productor mundial de aceite de oliva, y es el país que  posee la mayor variedad de denominaciones de origen  olivícolas existentes, con 43 DOP (Denominazione d'Origine Protetta en italiano), y una muy amplia variedad y producción de aceitunas de mesa o de verdeo, como la Bella di Cerignola, la Giarraffa, la Nocellara, la Sant'Agostino, la Taggiasca, entre otras. Una variedad italiana muy conocida es de características parecidas a la Gordal sevillana y es llamada Ascolana, procedente de la ciudad de Ascoli Piceno y sus alrededores.

### Argentina

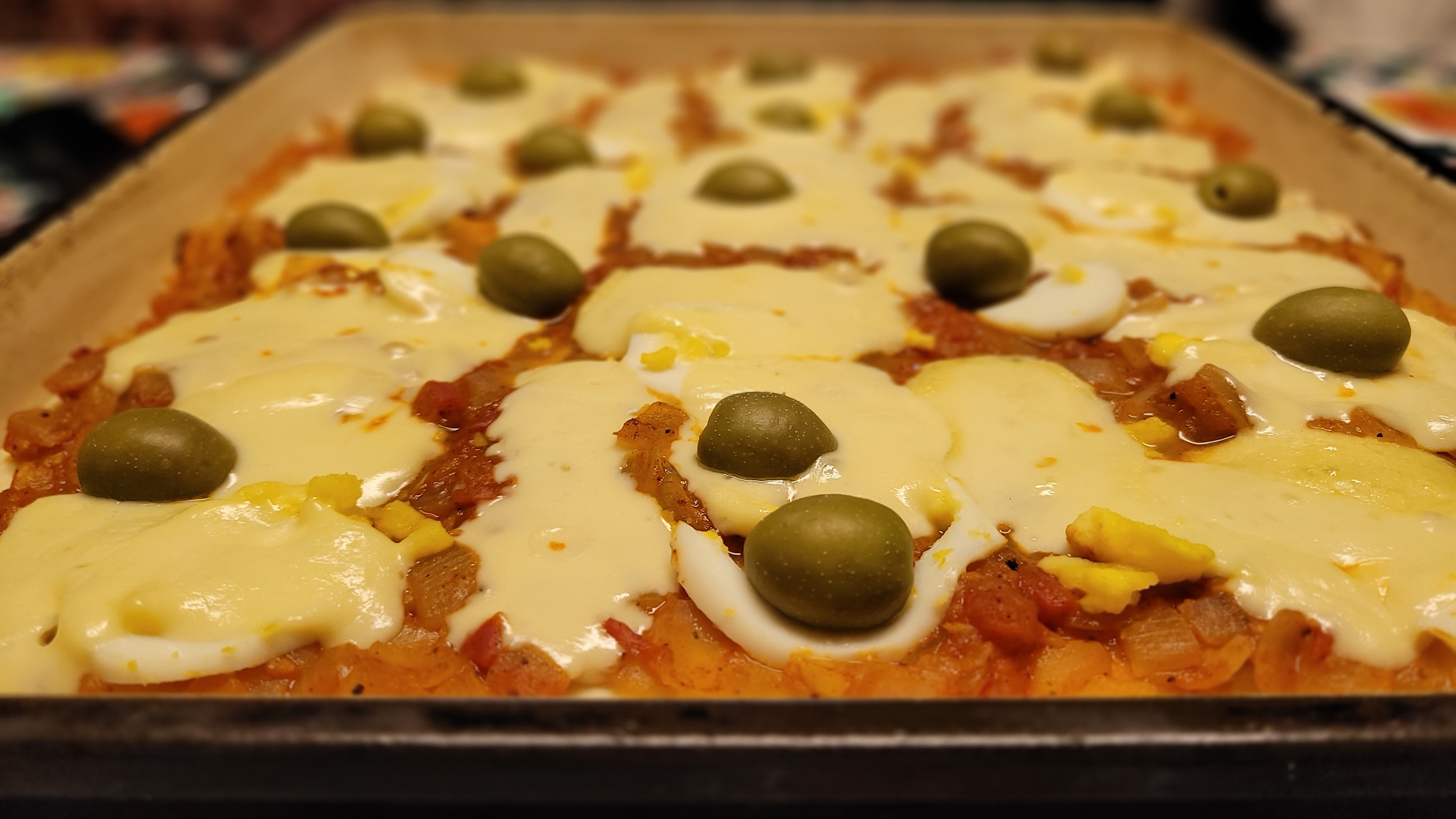
Olivas en la pizza grande de mozzarella argentina, la más simple de las pizzas argentinas, antes de ser introducida en el horno.

El olivo fue llevado a Argentina por los españoles y los inmigrantes italianos en las provincias del noroeste y del Cuyo donde destaca la variedad Arauco típica de Aimogasta, y en la Provincia de Córdoba (Argentina) destacan las del pago, cordobés de  Cruz del Eje. Entre sus  frecuentes usos folclóricos culinarios populares sobresalen en las picadas, pizzas y empanadas.
Otra de las características por las que se destaca Cruz del Eje es por la producción olivícola, tanto de aceite de oliva como la elaboración de aceituna de mesa y sus derivados.
Surge así la denominada Ruta del Olivo que permite recorrer las diversas plantas procesadoras y productivas relacionadas al olivo, integrando y articulando también con otras localidades cercanas como San Nicolás, Paso Viejo, entre otras. Se pueden realizar compras de aceite de oliva o aceitunas elaboradas en los establecimientos o en los diversos comercios regionales de expendio de estos productos. También es posible visitar los olivos, disfrutando el turismo rural y sus múltiples actividades.

### Chile
Destaca la producción de la variedad de Azapa, en el Valle de Azapa, en la ciudad de Arica Chile. Está variedad se originó de olivos que fueron traídos desde España por el procurador general de España en Perú, Antonio de Ribera a fines del siglo XVII. Destaca por su calidad, cuyo proceso se realiza solo mediante el reposo de la fruta por un tiempo de al menos 6 meses, en grandes contenedores con salmuera (agua y sal), con lo cual se obtiene el sabor de la maceración propia de esta variedad.

### Perú

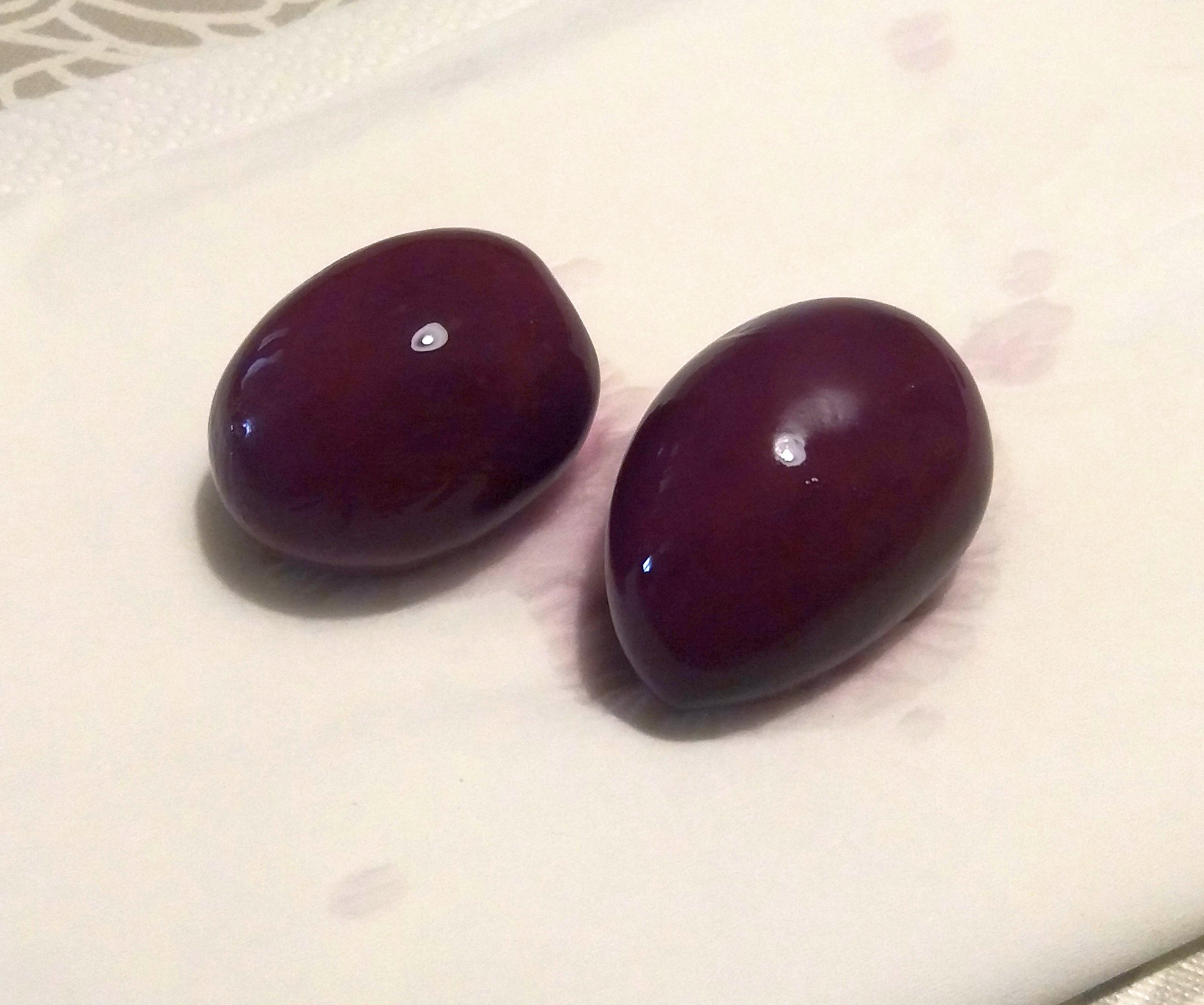
Variedad negra botija de Perú

El olivo llegó a Perú de mano de los españoles durante la época de la Conquista. En la actualidad las zonas productoras de aceituna peruana se hallan principalmente en la costa sur, es decir, en los valles costeros de los departamentos de Ica, Arequipa, Moquegua y Tacna. En este último se encuentra la denominación de origen Tacna. Las principales variedades cultivadas son las italianas ascolana y de Liguria, y la hispana sevillana, con la que se hace la aceituna de botija, forma de salmuera que recibe su nombre por los grandes recipientes (botijas) en donde se conservan las aceitunas negras.
La aceituna en Perú es un ingrediente de piqueo en la gastronomía local, rellenas o encurtidas, se consumen también como sanguche y es parte fundamental del pulpo al olivo. También es parte integrante en el relleno de diversos platos, como en la papa rellena, la caigua rellena o las empanadas, o de guarnición en platos típicos como el tamal, la papa a la huancaína, la ocopa, el escabeche y el ají de gallina.

### Otros
En cuanto a países como Marruecos y Túnez, se emplean con profusión las variedades locales Chenlaly y Moroccaine Picholine.
En lo que respecta a Estados Unidos y Australia, las variedades que emplean son la Barnea de origen israelí, la Leccino italiana y manzanilla.

## Producción
El olivar es el cultivo frutal más cultivado del mundo [cita requerida]  y España es líder mundial en producción, con más de un tercio de la producción total. El área de cultivo se triplicó de 2,6 a 8,5 millones de hectáreas entre 1960 y 2004. Los 10 mayores productores, según la FAO, son todos países mediterráneos y producen el 95 % de los olivos.
| Puesto | País           | Producción (en toneladas) | Área cultivada (en hectáreas) | Rendimiento (kg/ha) |
| ------ | -------------- | ------------------------- | ----------------------------- | ------------------- |
| —      | Mundial        | 20.545.421                | 10.057.606                    | 2.042,8             |
| 1      | España         | 7.820.060                 | 2.503.675                     | 3.123,4             |
| 2      | Italia         | 3.182.204                 | 1.144.422                     | 2.780,6             |
| 3      | Grecia         | 2.000.000                 | 850.000                       | 2.352,9             |
| 4      | Turquía        | 1.750.000                 | 786.300                       | 2.225,6             |
| 5      | Marruecos      | 1.415.902                 | 900.743                       | 1.571,9             |
| 6      | Siria          | 1.095.043                 | 684.490                       | 1.599,8             |
| 7      | Argelia        | 610.776                   | 311.930                       | 1.958,1             |
| 8      | Túnez          | 562.000                   | 1.779.947                     | 315,7               |
| 9      | Egipto         | 459.650                   | 52.668                        | 8.727,3             |
| 10     | Portugal       | 443.800                   | 343.200                       | 1.293,1             |
| 11     | Argentina      | 170.000                   | 62.498                        | 2.720,1             |
| 12     | Libia          | 139.091                   | 216.013                       | 643,9               |
| 13     | Jordania       | 131.847                   | 62.088                        | 2.123,6             |
| 14     | Australia      | 91.067                    | 40.000                        | 2.276,7             |
| 15     | Líbano         | 90.307                    | 56.529                        | 1.597,5             |
| 16     | Perú           | 73.092                    | 12.962                        | 5.638,9             |
| 17     | Israel         | 66.000                    | 22.000                        | 3.000,0             |
| 18     | China          | 66.000                    | 15.091                        | 4.373,5             |
| 19     | Albania        | 65.400                    | 42.000                        | 1.557,1             |
| 20     | Estados Unidos | 64.592                    | 16.794                        | 3.846,1             |

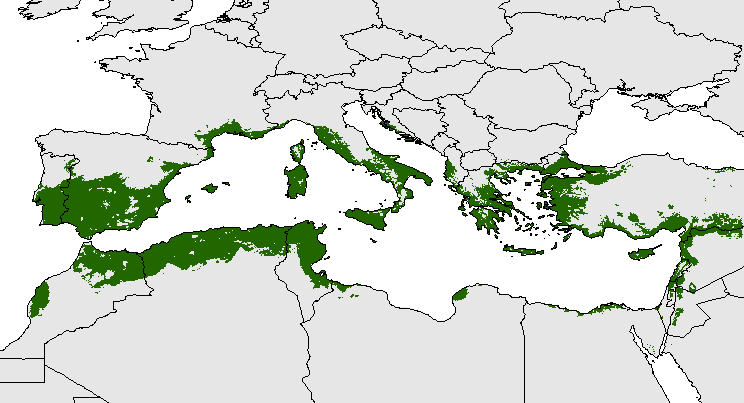
Distribución potencial del olivo en la cuenca del Mediterráneo
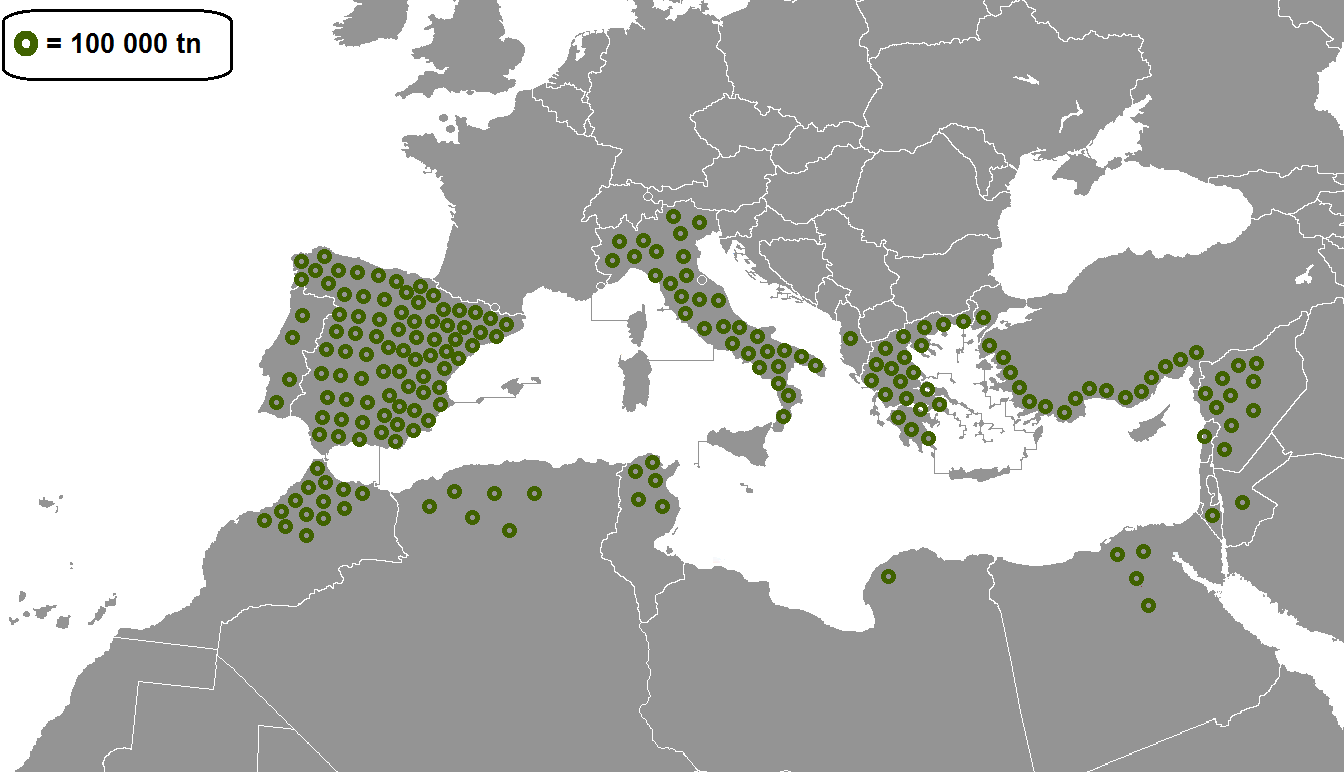
Producción de aceitunas por país en la Cuenca del Mediterráneo. Cada círculo representa 100 000 toneladas.
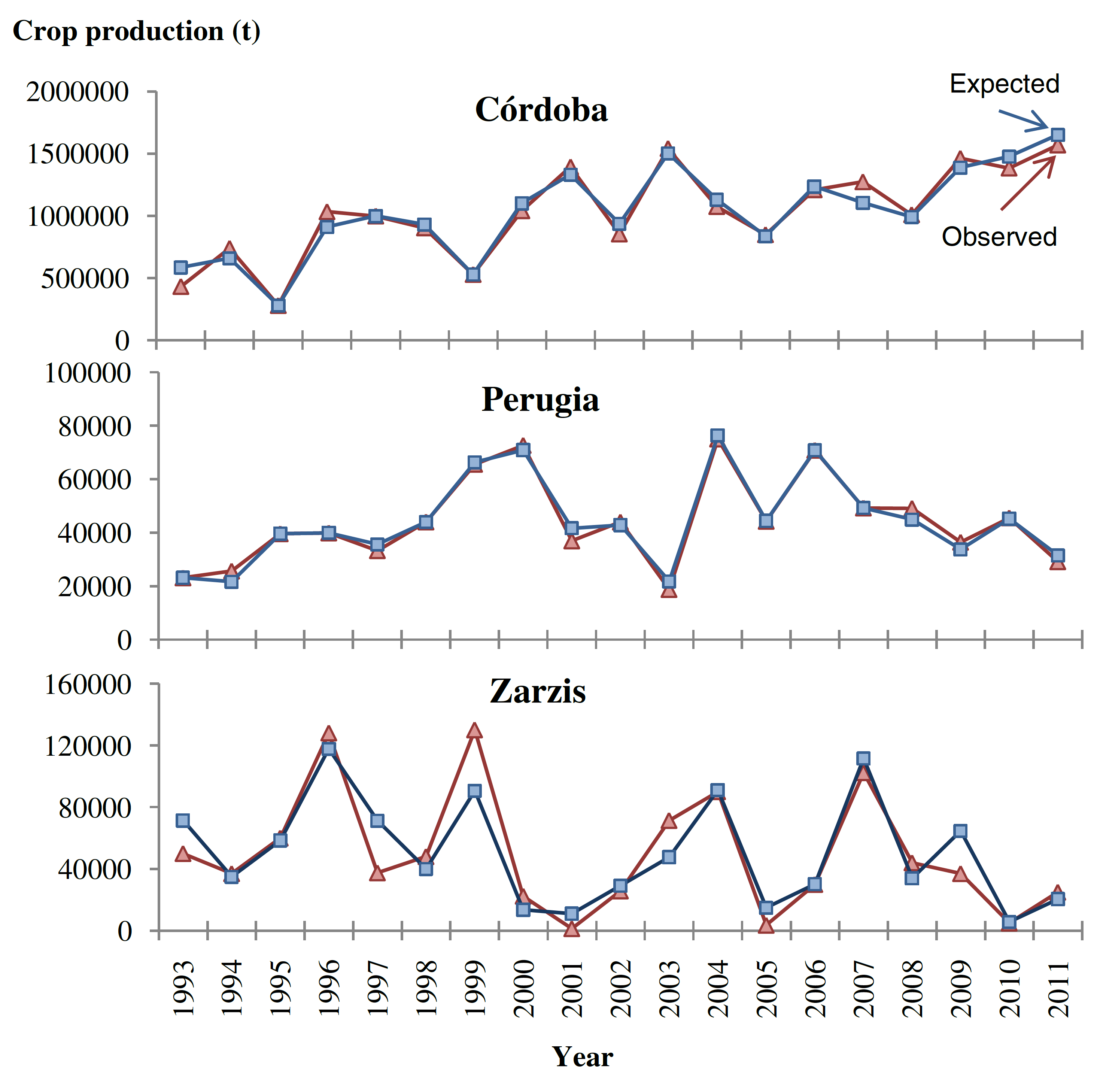
Predicción de cosecha de aceitunas basada en el método aerobiológico
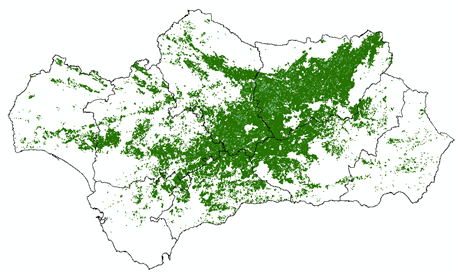
Distribución del olivar en Andalucía (principal productor de aceite de oliva a nivel mundial)

## Preparación

### Aceite

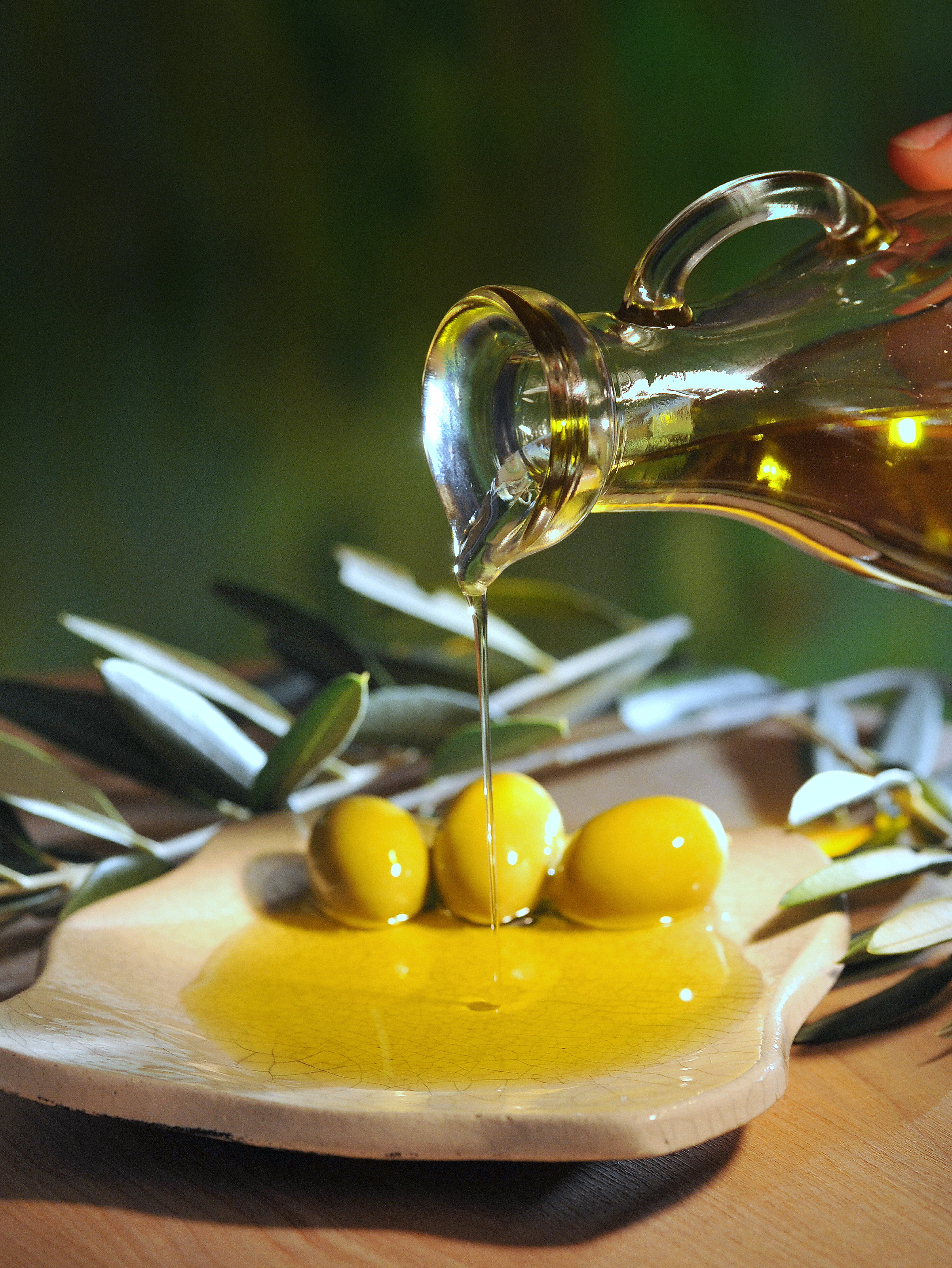
Aceite de oliva

El aceite de oliva tiene una gran importancia alimenticia y económica por su extraordinaria calidad, siendo cada vez más demandados los aceites ecológicos vírgenes de prensado en frío. Se exporta a países como Japón y los Estados Unidos y tiene usos alimenticios y cosméticos.

### De mesa o de verdeo
Las olivas de mesa se clasifican en tres grupos según la IOC de acuerdo al grado de maduración logrado tras la cosecha:
1. Olivas verdes: son cosechadas al lograr su máximo tamaño pero aún no están maduras; varían desde tonos verdes a amarillos, y contienen el fitoquímico de sabor amargo denominado oleuropeína.[25]
2. Olivas semimaduras: son cosechadas al inicio del ciclo de maduración, cuando el color ha comenzado a cambiar de verde a diferentes tonalidades multicolores de rojo a chocolate. Solo la cáscara tiene color, ya que la pulpa no tiene pigmentación en esta fase, lo que la diferencia de las olivas maduras.
3. Olivas negras u olivas maduras: son cosechadas cuando están totalmente maduras, su color varía del púrpura, chocolate o negro.[25] Para la lixiviación de la oleuropeína de las olivas, los productores comerciales utilizan lejía, la que neutraliza la amargura de la oleuropeína, produciendo un sabor y textura suave característico de las olivas negras de California que se venden en latas.[25] Estas olivas son preservadas típicamente en salmuera y esterilizadas con calor durante el proceso de enlatado,[26] en el que puede añadirse gluconato de hierro para fijar el color.[27]

#### Fermentación y entamado tradicional

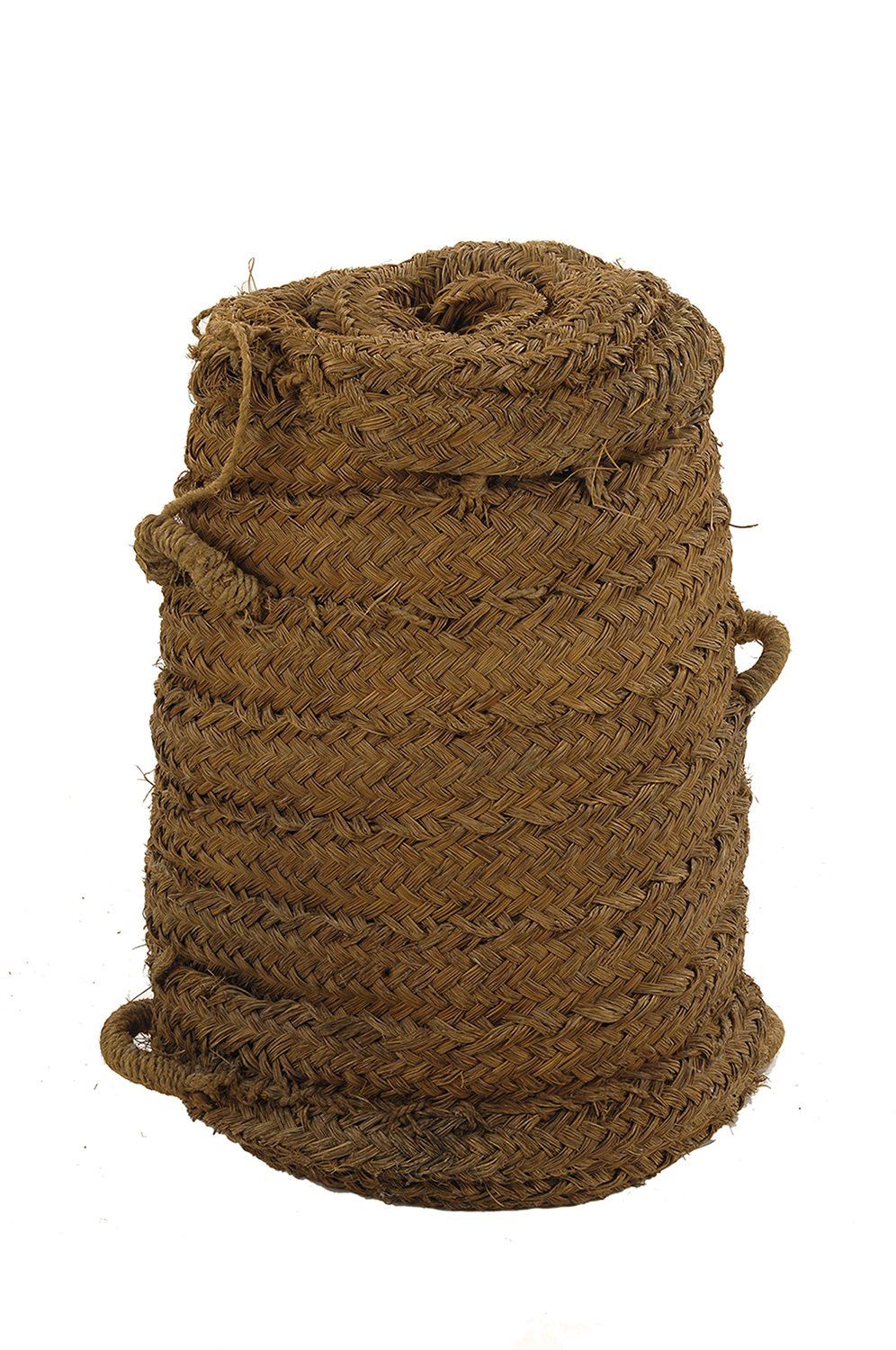
"Talzim" de esparto en el Museo Valenciano de Etnología, utilizado para el transporte de olivas.

Desde la antigüedad, cuando se consiguió cultivar la Olea europaea en Medio Oriente, se le dio otro uso alimentario a su fruto, el consumo tras un proceso de endulzado o de cocido con base como suelen ser la sosa cáustica o la potasa. Estas olivas son por lo general menos productivas en grasas totales que las propias que dan el aceite típico. [cita requerida] Los egipcios, poseedores de minas de potasa, fueron los primeros en preparar las olivas de este modo, los siguientes métodos que se aplican en la preparación son varios, entre los que se pueden enumerar:
- Rajado o machacado: Se hace con la intención de eliminar el sabor intenso amargo de una sustancia química denominada oleoeuropeina, que hace que se desprenda de la pulpa y permita su consumo. Entre las clases comerciales en España se pueden destacar la de Badajoz, procedente de la variedad morisca, Cornezuelo de Jaén, procedente de la variedad Cornezuelo o Cornicabra, Bravías de Baleares, así como la manzanilla aloreña, única variedad de mesa con Denominación de Origen. La relación de aliños empleados para su consumo es muy grande y variada, entre los que destacan: Palo de hinojo, laurel, cáscara de naranja seca, pimiento rojo seco o ñora, ajo, sal, orégano, tomillo, albahaca, etc.[28]
- Desecadas o pasas: Son olivas recogidas maduras que colocadas en esteras se dejan expuestas al sol con el objeto de secarlas y en donde al desaparecer el agua propia de la frutilla desaparece el amargor. Su aliñado es muy variado: adición de aceite de oliva, sal y pimentón dulce o picante, orégano, ajo picado menudo.
- Desecadas en sal: Este procedimiento se suele hacer a olivas maduras también y consiste en tenerlas en un recipiente con un agujero que drene el líquido que se acumule en el fondo, son famosas las del Cuquillo, la empeltre del Bajo Aragón, la del Campo de Borja en Zaragoza y la variedad prieta de la comarca sevillana de La Campiña. Pasados unas semanas están aptas para su consumo.
- Cocidas o endulzadas con base: generalmente las más conocidas. En lo que respecta a España destacan la Gordal sevillana, la Manzanilla, muy abundantes en los mercados junto con la Campo Real, presentada en dos tipos como Madrileña tardía (parecida a la Manzanilla sevillana) y como Sangileña, homónima de la Gordal sevillana. En otros países como Israel se hace con la variedad Barnea y Frantoio. En Francia existe una variedad, conocida como la Picholine, que toma el nombre del productor que inició ese método y que consiste en tener las mismas en una salmuera de bases procedentes de las cenizas de robles y otras madera nobles. En Grecia son altamente conocidas la variedad Kalamata, con una alta proporción de cloruro sódico (sal común), que han sido oxidadas en presencia de oxígeno y estas bases. Otra variedad griega famosa es la llamada Koroneiki

Los diferentes tipos de preparaciones de las olivas de mesa dependen de los gustos locales y tradiciones. Los ejemplos comerciales más importantes se listan a continuación.

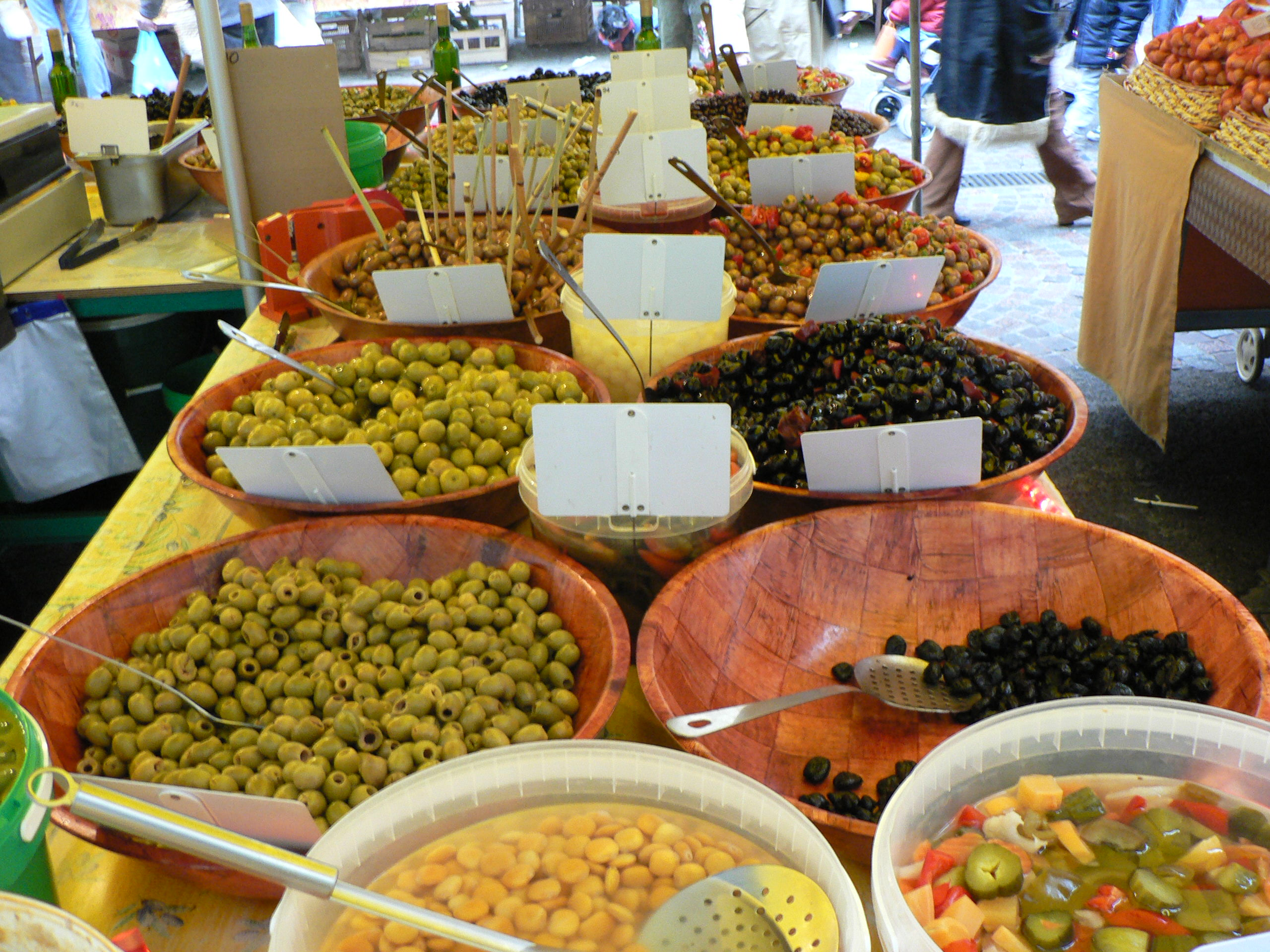
Olivas en un mercado de Toulon, Francia.

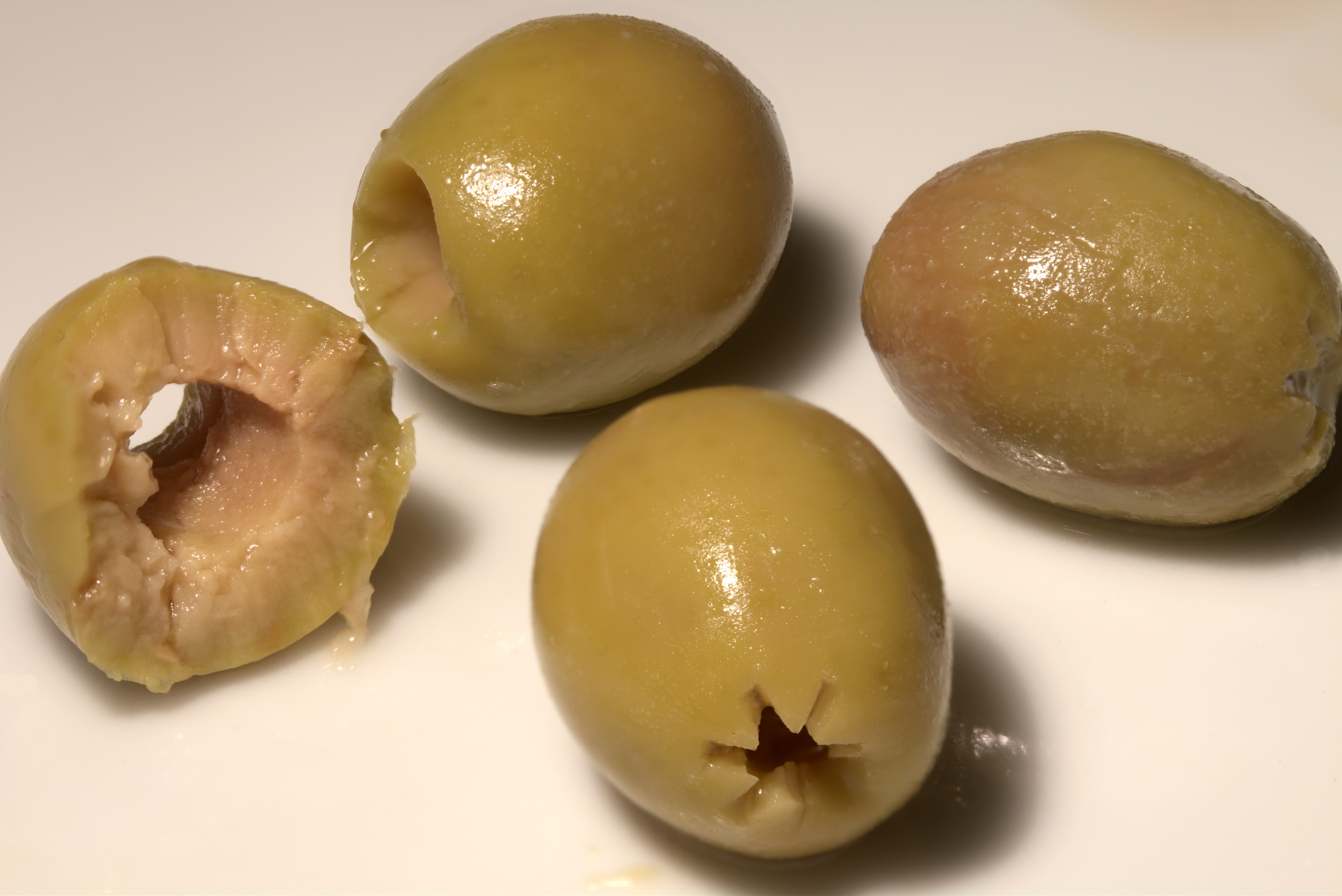
Olivas verdes.

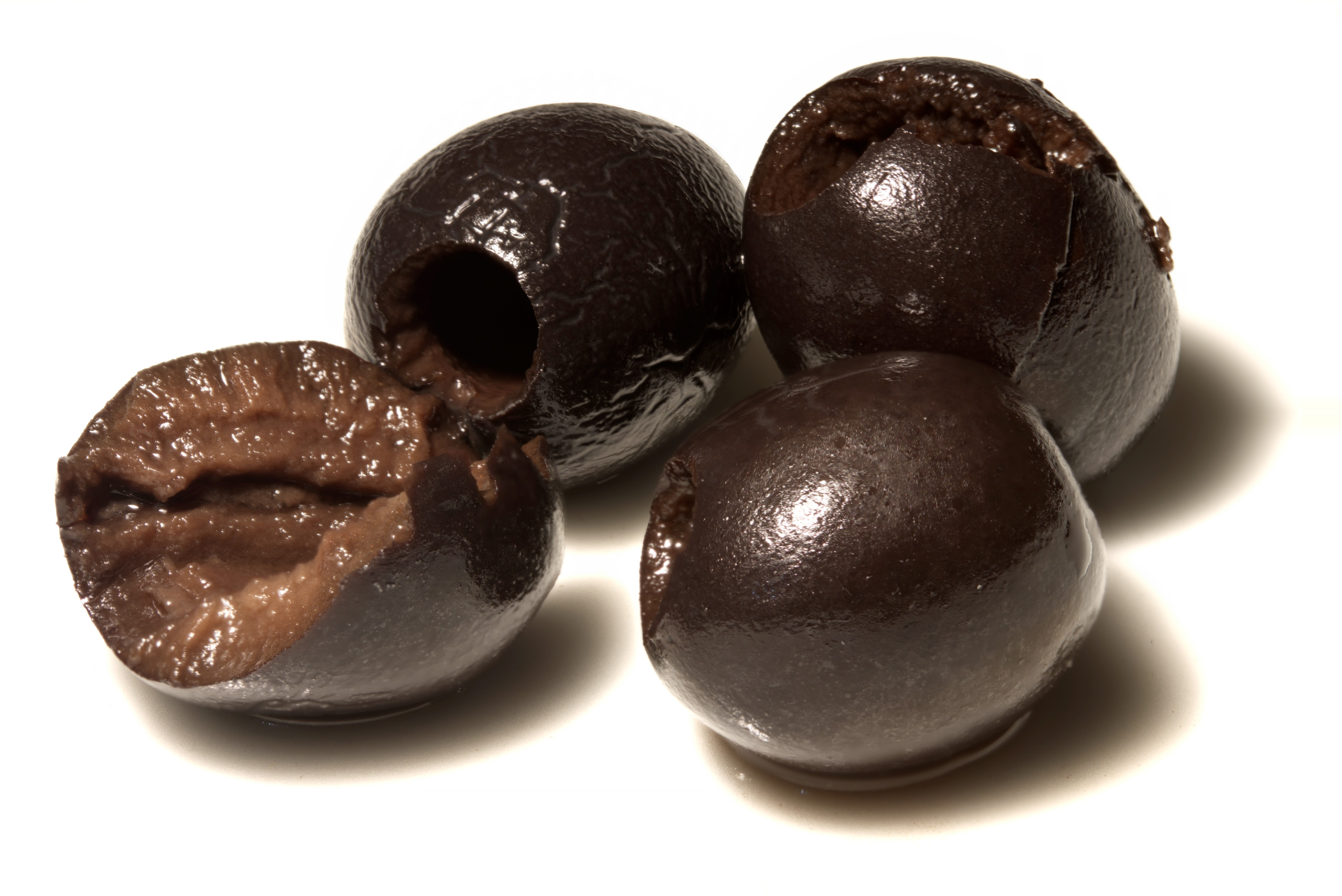
Olivas negras

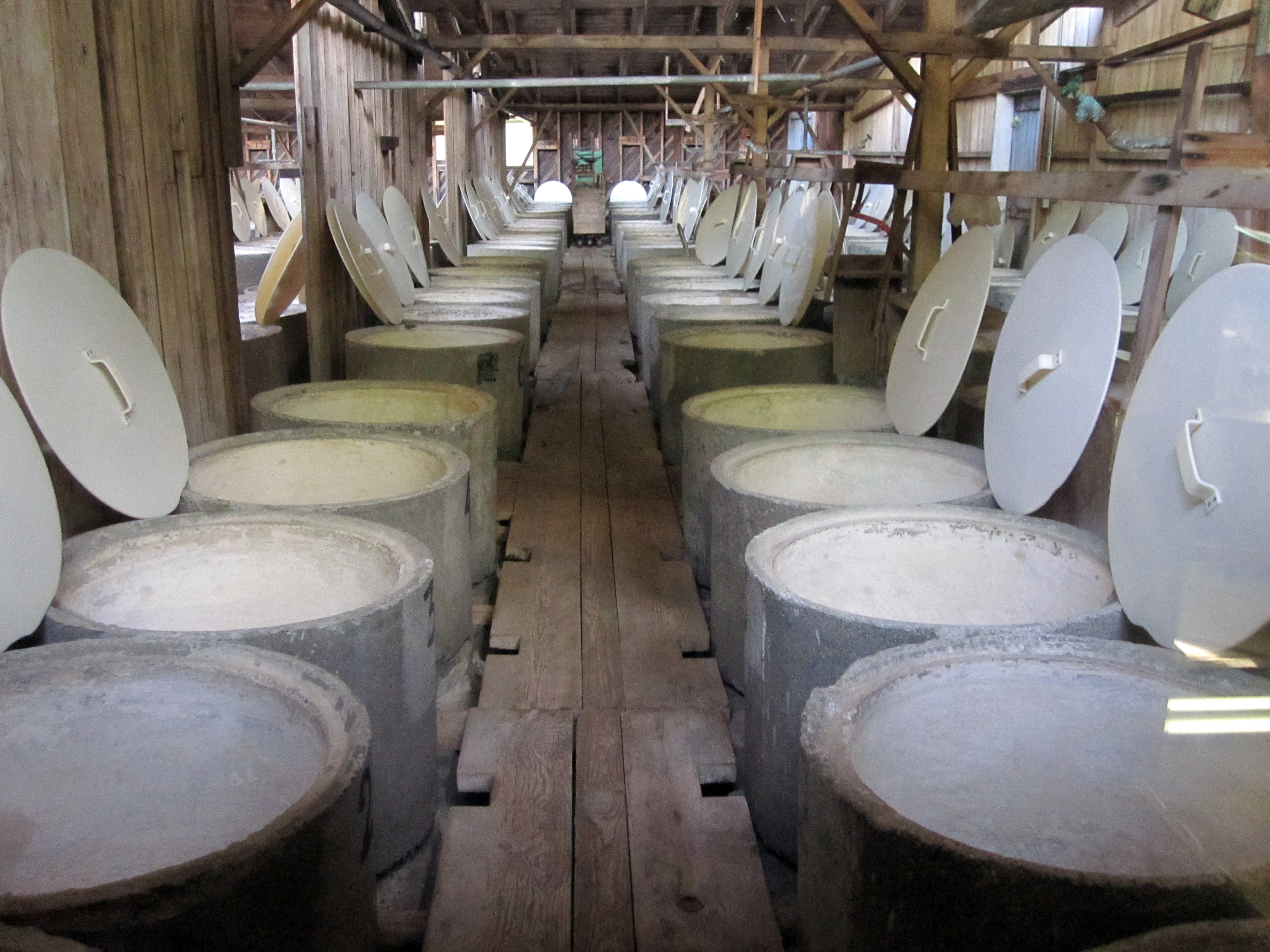
Una tina de olivas utilizada para curar en la Graber Olive House.

- Tipo Libanés o Fenicio (olivas con fermentación): Se pueden utilizar olivas verdes, semimaduras o maduras. Las olivas se remojan en salmuera unas 24-48 horas. Posteriormente, se machacan ligeramente con un mortero para acelerar el proceso de fermentación. Las olivas se guardan por un período de tiempo de hasta un año en un contenedor con salmuera, jugo fresco de citrón, cáscara de citrón, laurel y hojas de olivo, y romero. Algunas recetas incluyen vinagre blanco o olio de oliva.

- Tipo español o hispalense (olivas con fermentación): por lo general se aplica a olivas verdes por lo que es el método de producción del 60% de todas las olivas de mesas del mundo.[29] Las olivas se sumergen en sosa (NaOH diluido, 2–4%) durante 8–10 horas para hidrolizar la oleuropeína. Por lo general, se consideran "tratadas" cuando la sosa ha penetrado dos tercios del camino en la fruta. Luego se lavan una o varias veces en agua para eliminar la solución cáustica y se transfieren a recipientes de fermentación llenos de salmuera a concentraciones típicas de 8 a 12% de NaCl.[30] La salmuera se cambia de forma regular para ayudar a eliminar los compuestos fenólicos. La fermentación se realiza mediante la microbiota natural presente en las olivas que sobreviven al proceso de tratamiento con sosa. Muchos organismos están involucrados, generalmente reflejando las condiciones locales o "terroir" de las olivas. Durante una fermentación típica, las enterobacterias gramnegativas florecen en pequeñas cantidades al principio, pero son rápidamente superadas por especies de bacterias del ácido láctico como "Leuconostoc mesenteroides, Lactobacillus plantarum, Lactobacillus brevis" y "Pediococcus damnosus". Estas bacterias producen ácido láctico para ayudar a reducir el pH de la salmuera y, por lo tanto, estabilizar el producto contra especies patógenas no deseadas. Luego, una diversidad de levaduras se acumula en cantidades suficientes para ayudar a completar la fermentación junto con las bacterias del ácido láctico. Las levaduras comúnmente mencionadas incluyen los teleomorfos Pichia anomala, Pichia membranifaciens, Debaryomyces hansenii y Kluyveromyces marxianus. Una vez fermentadas. las olivas se ponen en salmuera fresca y se corrige la acidez, para estar listas para el consumo.

- Tipo siciliano o griego (olivas con fermentación): se utiliza en olivas verdes, semimaduras y maduras. Es un método casi idéntico al proceso del tipo de fermentación español, pero se omite el proceso de tratamiento con sosa y las olivas se colocan directamente en recipientes de fermentación llenos de salmuera (8–12% NaCl). La salmuera se cambia regularmente para ayudar a eliminar los compuestos fenólicos. Como se evita el tratamiento cáustico, las bacterias del ácido láctico solo están presentes en cantidades similares a las de la levadura y parecen ser superadas por las abundantes levaduras que se encuentran en las olivas no tratadas. Como la fermentación de la levadura produce muy poco ácido, a menudo se agrega ácido láctico, acético o cítrico a la etapa de fermentación para estabilizar el proceso.

- Tipo Picholine o entamado en salmuera (olivas con fermentación): aplicadas a olivas verdes, semi-maduras o maduras, se remojan en sosa típicamente por períodos más largos que el estilo español (p.ej. 10 a 72 horas), hasta que la solución haya penetrado tres cuartas partes dentro de la fruta. Luego se lavan e inmediatamente se ponen en salmuera y se corrigen con ácido cítrico para lograr la estabilidad microbiana. La fermentación también se lleva a cabo por levaduras y bacterias acidógenas, pero es más suave que otros métodos. La salmuera se cambia regularmente para ayudar a eliminar los compuestos fenólicos y se agregan concentraciones de sal progresivamente más fuertes hasta que el producto está completamente estabilizado y listo para ser consumido.

- Tipo Entamado en Agua (olivas con fermentación): aplicado a olivas verdes, semi-maduras o maduras, estas se remojan en agua o salmuera débil y esta solución se cambia diariamente durante 10 a 14 días. La oleuropeína se disuelve naturalmente y se lixivia en el agua y se elimina durante un ciclo continuo de remojo y lavado. La fermentación tiene lugar durante la etapa de tratamiento del agua e involucra un ecosistema mixto de levadura y bacterias. A veces, las olivas se parten ligeramente con un martillo o una piedra para activar la fermentación y acelerar el proceso de fermentación. Una vez eliminado el amargor, las olivas se ponen en salmuera en concentraciones de 8-12% de NaCl y se corrigen con ácido, y luego están listas para comer.

- Tipo entamado en sal (olivas con muy poca fermentación): aplicado solo a las olivas maduras, generalmente se producen en Marruecos, Turquía y otros países del Levante mediterráneo. Una vez recolectadas, las olivas se lavan vigorosamente y se envasan en capas alternas con sal. Las altas concentraciones de sal extraen la humedad de las olivas, deshidratándolas y marchitándolas hasta que parecen algo análogas a las pasas. Una vez envasada en sal, la fermentación es mínima y solo la inician las especies de levadura más halófilas como Debaryomyces hansenii. Una vez curados, se comercializan en su estado natural sin aditivos. Las llamadas olivas curadas en aceite se curan en sal y luego se sumergen en aceite.[31]

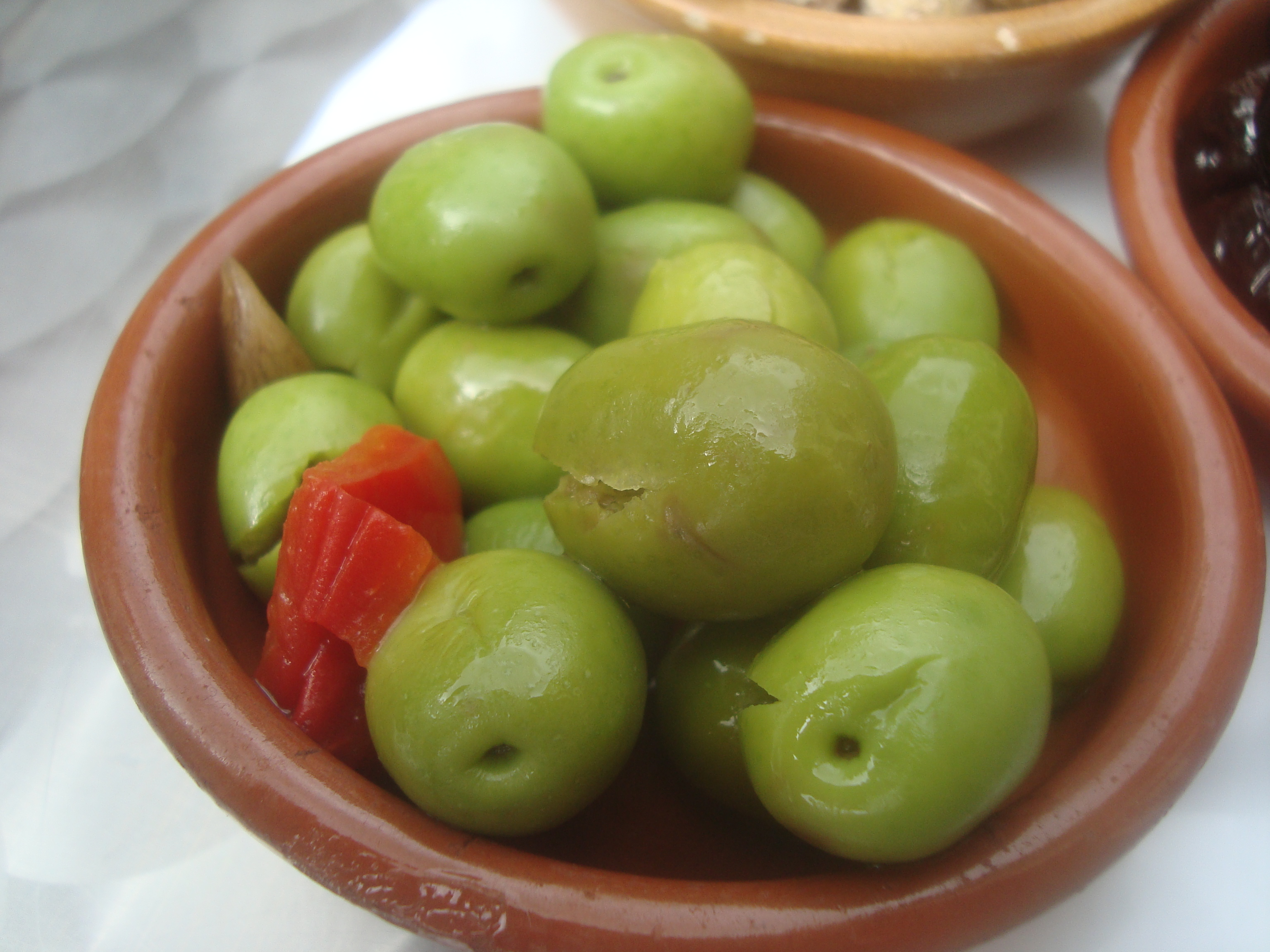
Olivas verdes encurtidas.

- Tipo California o "maduración artificial" (olivas sin fermentación): se aplica a olivas verdes, semimaduras y maduras, que se colocan en lejía y remojo. Una vez retiradas, se lavan en agua inyectada con aire comprimido. Este proceso se repite varias veces hasta que tanto el oxígeno como la lejía hayan escurrido por el drenaje. La exposición repetida y saturada al aire oxida la piel y la pulpa de la fruta, volviéndola negra en un proceso artificial que imita la maduración natural. Una vez que están completamente oxidadas o "ennegrecidas", se sazonan en salmuera y se corrigen con ácido y luego están listas para comer.[25][26]

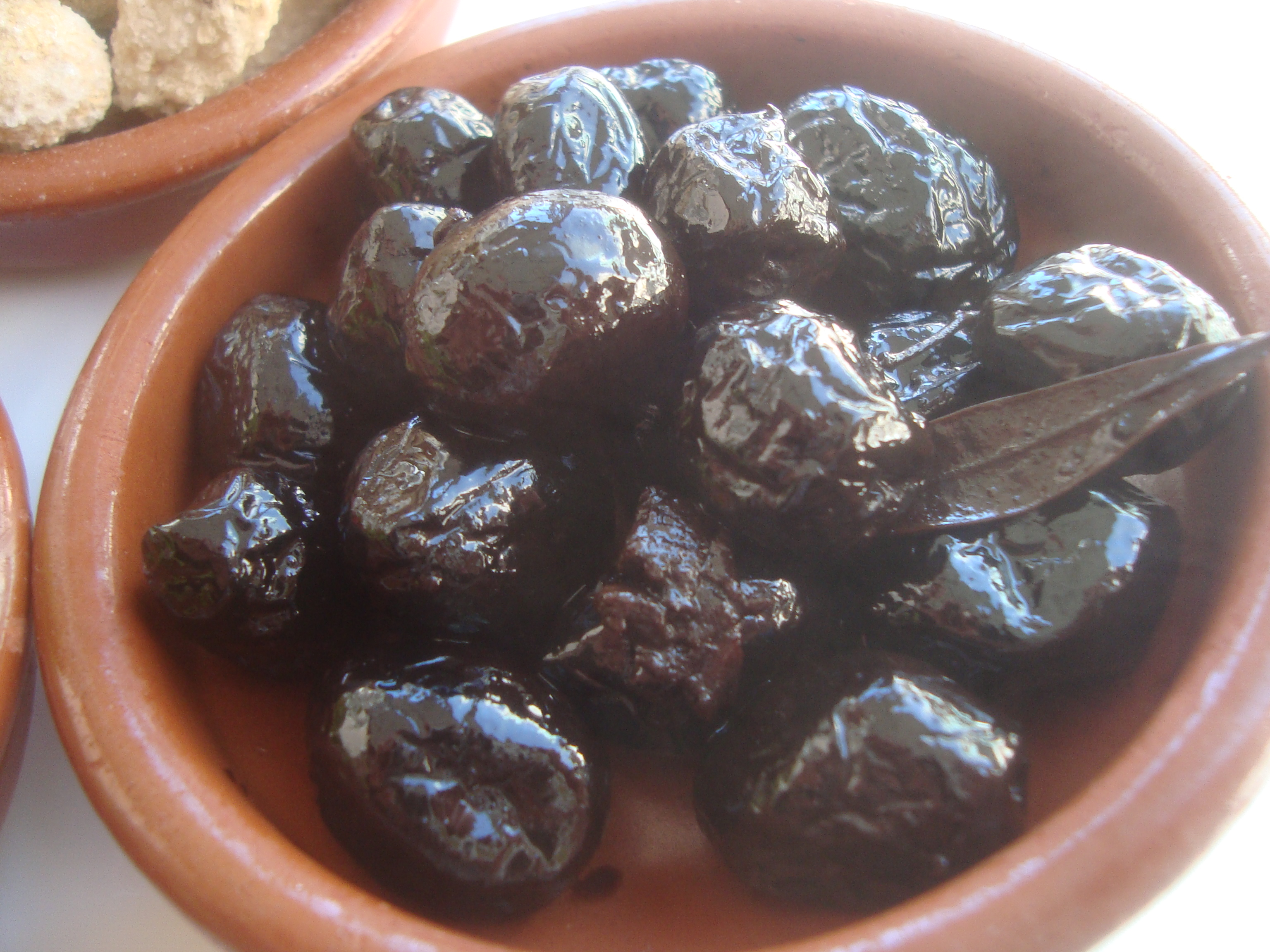
Aceitunas muertas.

## Referencias

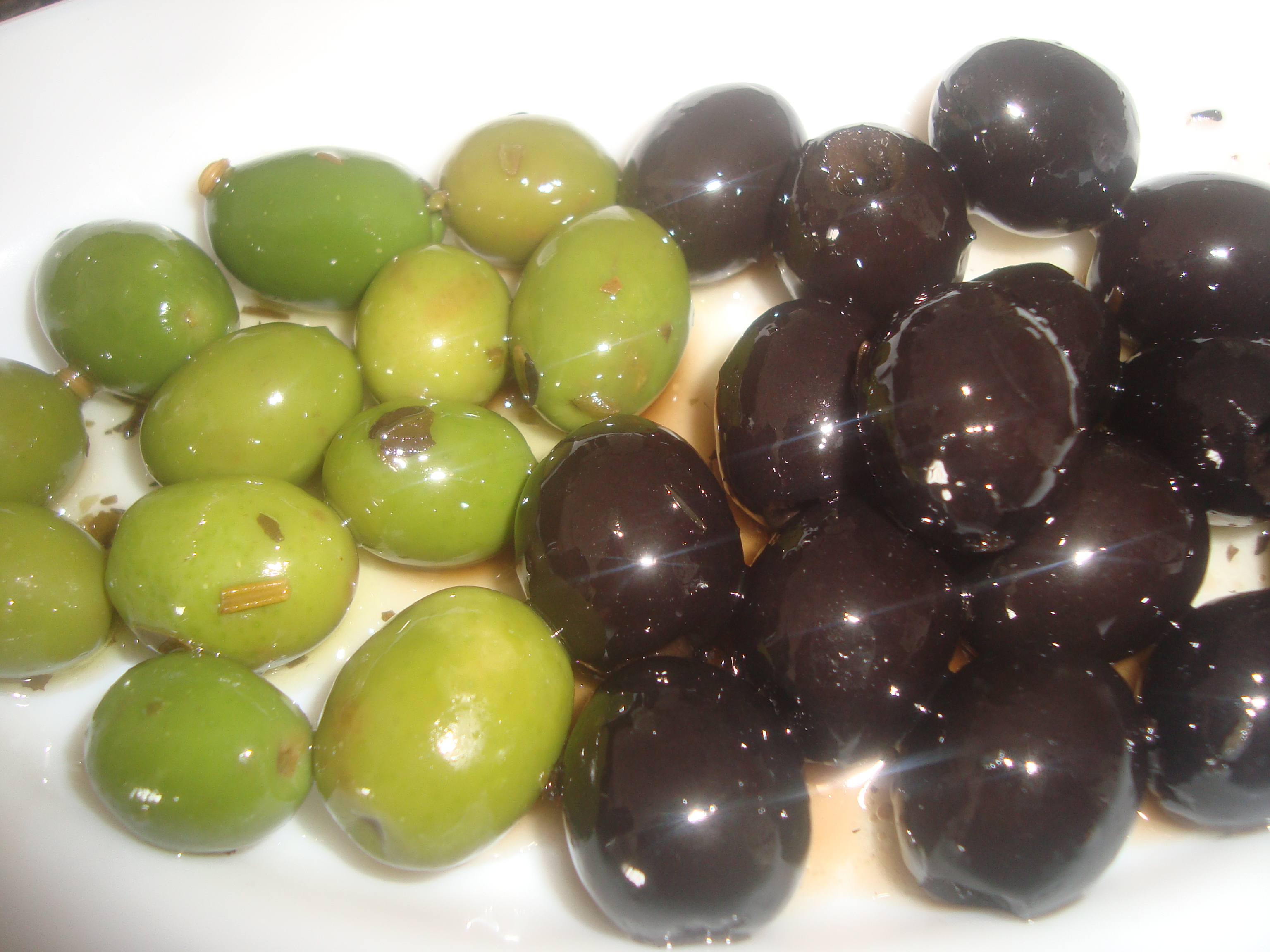
Olivas verdes y negras aliñadas.